# Business Process Modeling Notation
BPMN (Business Process Model Notation) je grafična notacija za modeliranje poslovnih procesov in delovnih tokov. Nastala je pod okriljem organizacije BPMI (Business Process Management Initiative), v letu 2005/2006 pa je prešla pod okrilje skupine OMG (Object Management Group), ki je predhodno botrovala tudi nastanku jezika UML. Skupina OMG nudi poleg BPMN tudi komplementarne standarde BMM in SVBR (Semantics Of Business Vocabulary and Business Rules) in BPDM (Business Process Definition Metamodel). Za razliko od BPMN, zadnja dva zametka standardov nudita le poenoten slovar pojmov, ki nastopajo v poslovnih procesih, ne pa grafične notacije.
BPMN 2.0.1 je od leta 2013 potrjen kot ISO standard (ISO/IEC 19510:2013). BPMN dopolnjujeta notaciji CMMN (Case Management Model and Notation) in DMN (Decision Model and Notation).

## Uporaba notacije
BPMN se uporablja za opis internih poslovnih procesov, prav tako tudi za opis med-organizacijskih poslovnih procesov. Opisi procesov v notaciji BPMN nam lahko služijo kot:
- del poslovnika kakovosti (ISO 9001:2000)
- delovna navodila za zaposlene
- osnova za informacijski sistem

Specifikacija notacije poleg grafičnih simbolov definira tudi preslikavo diagrama procesa v izvršljiv jezik - XPDL ali BPEL, ki temeljita na XML. Tako lahko formalna definciija procesa služi kot vhod v procesni strežnik.

## Sestava notacije
BPMN specifikacija določa grafične simbole za:
- procese (atomarne, podprocese, ad-hoc, ponavljajoče se, transakcije),
- dogodke,
- kretnice (IN, ALI, XALI, dogodkovne, kompleksne)
- bazene, steze
- informacijske objekte (dokumente)

Specifikacija prav tako določa pravila za povezovanje teh elementov. Zaporedje izvajanja določimo s povezavo zaporedja (polna črta). Pot dokumentov določimo s sporočilnimi povezavami(črtkana črta). Z asociacijo povežemo informacijske objekte s tokovi ali aktivnostmi.
V grafični diagram lahko dodamo tudi komentarje.
Elemente lahko tudi poljubno grupiramo.

Ker je nemogoče le s pomočjo grafičnih simbolov predstaviti celoten pomen elementov procesnega modela, le-te dodatno opišemo z vnaprej predpisanimi atributi.

## Orodja
Na tržišču obstaja množica orodij (aplikacij), ki omogočajo modeliranje procesov v notaciji BPMN. V sam vrh ponudbe BPM orodij sodijo orodja podjetij Lombardi Software, Pegasystems, Savvion, TIBCO, Aris (Express), ADONIS. Večina teh orodij je zasnovana kot klasične namizne aplikacije vrste odjemalec-strežnik. Na veljavi pridobivajo tudi spletne aplikacije za modeliranje procesov, kot je npr. BPMN.IO